# Benjamin Bradshaw
Benjamin Joseph „Ben“ Bradshaw (* 15. August 1879 in Brooklyn, New York City; † 19. April 1960) war ein US-amerikanischer Ringer und Olympiasieger.
Bradshaw nahm 1904 an den Olympischen Spielen in St. Louis teil und gewann die Goldmedaille im Federgewicht (bis 135 lb / 61,24 kg). Im Finale besiegte er seinen Landsmann Theodore McLear (1879–1958).